# Songs from the Big Chair
Songs from the Big Chair (с англ. — «Песни из большого кресла») — второй студийный альбом британской рок-группы Tears for Fears, вышедший 25 февраля 1985 года на лейбле Phonogram Records.
В него вошли международные хитовые синглы «Mothers Talk», «Shout», «Everybody Wants to Rule the World», «Head over Heels», «I Believe (A Soulful Re-Recording)».
Альбом занял второе место в чарте Великобритании и первое в чартах США и Канады.
На сегодняшний день этот альбом остаётся самым продаваемым альбомом группы.

## Предыстория
Название альбома было вдохновлено телевизионным фильмом 1976 года «Сибил» о женщине с расстройством множественной личности, которая чувствует себя в безопасности, когда сидит в «большом кресле» своего психоаналитика. В 1984 году был выпущен в основном «инструментальный трек» под названием «The Big Chair» (который содержит отрывки диалогов из фильма) в качестве стороны «Б» «Shout», однако он не был включён в альбом.

Название было моей идеей. Она немного извращённая, но вам придётся понять наше чувство юмора. Идея «большого кресла» появилась из прекрасного фильма «Сибил» о девочке с 16 разными личностями. Её в детстве пытала её мать, и единственным местом, где она чувствовала себя защищённой, было кресло её психоаналитика. Она чувствовала себя защищённой, была спокойна и не использовала свои разные личности как защиту. Это что-то вроде «а теперь ваша очередь» английской музыкальной прессе, которая какое-то время реально нас доставала. А теперь это мы — она не может нам досадить.
— Курт Смит объясняет название альбома, март 1985
Оригинальный текст (англ.)The title was my idea. It’s a bit perverse but then you’ve got to understand our sense of humour. The 'Big Chair' idea is from this brilliant film called Sybil about a girl with 16 different personalities. She’d been tortured incredibly by her mother as a child and the only place she felt safe, the only time she could really be herself was when she was sitting in her analyst’s chair. She felt safe, comfortable and wasn’t using her different faces as a defence. It’s kind of an 'up yours' to the English music press who really fucked us up for a while. This is us now — and they can’t get at us anymore.

Альбом занял второе место в британском чарте альбомов и оставался в Топ-10 на протяжении более шести месяцев. В США он в течение пяти недель удерживал первую строчку в чарте, а в Канаде оставался номером один в течение девяти недель и провёл шесть месяцев в Топ-3. Во всех трёх странах альбом многократно становился платиновым. Также он занял первое место в Германии и Нидерландах и вошёл в десятку лучших в других странах, таких как Австралия, Швейцария, Новая Зеландия и Италия.
Сопутствующий видео документальный фильм «Scenes from the Big Chair» был выпущен в конце 1985 года. После того, как группа закончила длинный тур и продвижение альбома, у неё начался продолжительный перерыв в музыкальной индустрии и лишь в 1989 году вышел следующий, третий альбом группы, The Seeds of Love.

## Отзывы критиков
| Оценки критиков               | Оценки критиков |
| Источник                      | Оценка          |
| ----------------------------- | --------------- |
| AllMusic                      | [ 3 ]           |
| Cashbox                       | без оценки      |
| Consequence of Sound          | A+              |
| Encyclopedia of Popular Music | [ 7 ]           |
| The Great Rock Discography    | 7/10            |
| The Guardian                  | [ 9 ]           |
| Mojo                          | [ 10 ]          |
| No. 1                         | [ 11 ]          |
| New Musical Express           | без оценки      |
| Pitchfork                     | 8.9/10          |
| Q                             | [ 14 ]          |
| Record Collector              | [ 15 ]          |
| Record Mirror                 | [ 16 ]          |
| Smash Hits                    | 8/10            |
| The Village Voice             | (B)             |

В своём обзоре на Songs from the Big Chair Барри МакИлэни из Melody Maker заявил, что «никто из вас не должен быть слишком удивлен тем, что Tears for Fears сделали такой замечательный альбом», назвав его «альбомом, который полностью оправдывает довольно насмешливые, я-вас-предупреждающие взгляды Курта Смита и Роланда Орзабала», прежде чем заключил: «Очень много людей, конечно же, будут продолжать и продолжать говорить о „The Lotus Eaters“ и предполагаемой нехватке глубины. Очень многим людям придётся взять назад очень много слов». Иэн Кранна из Smash Hits описал альбом как «более свободный, более исследовательский, чем раньше» по своей природе, и назвал его «решительной лирической честностью». Критик Rolling Stone Дон Шьюи написал, что Tears for Fears «звучат так же, как и многие другие британские группы», обнаружил следы «социальной ответственности U2, эхо-гитар Bunnymen, и искажённого поп-остроумия XTC» в альбоме и высказал мнение, что производство Криса Хьюза «позволяет Songs from the Big Chair быть на шаг впереди конкурентов». Роберт Кристгау был менее восторженным в своём обзоре в The Village Voice, отметив некоторые тексты песен, особенно в «The Working Hour», и музыкальные элементы, такие как «необычная команда гитары и фортепиано, саксофона «Baker Street», синтезаторов более неровная, чем считают арбитры общедоступности данс-попа». Однако он заключил, что «глубина и драма в том, что английские парни не справляются с самого начала прогрессивного рока».
В ретроспективном обзоре, опубликованном на AllMusic, Стэнтон Свитхарт писал: «Tears for Fears прекрасно уловили дух времени середины 1980-х годов, также невероятным образом создав восхитительную, вневременную поп-классику. Songs from the Big Chair — одно из лучших заявлений десятилетия». Марк Эллиотт из Record Collector согласился, добавив, что в нём содержится «наиболее последовательно интересный материал» группы. Q заметил, что альбом «концентрируется на стремлении каждого подростка чувствовать себя героем, со звуком подчёркнутой, просторной утончённости и с мощными припевами, на которые бы вы поставили свой дом». Эндрю Антербергер из Stylus Magazine, пришёл к выводу, что «даже сегодня, когда все рок-музыканты, похоже, способны быть эмоциональными и честными, жестокость и сила катарсиса Songs from the Big Chair по-прежнему шокирует». Songs from the Big Chair были включены в книгу 1001 Albums You Must Hear Before You Die. Slant Magazine включил альбом в список лучших альбомов 1980-х годов под номером 95.

## Переиздания
В 1998 году MFSL ремастировал и переиздал альбом с расширенной «Head over Heels» (5:24) и двумя бонус-треками (расширенные версии «Shout» и «Everybody Wants to Rule the World»).
Альбом был ремастирован и переиздан на CD в 1999 году с бонус-треками, включая песни со стороны «Б» и ремиксы. Трек-лист основан на кассетной версии специального издания альбома, в которой в качестве бонусных треков представлены пять песен со стороны «Б», включая три трека («The Conflict», «The Marauders» и «Broken Revisited») из The Hurting. В дополнение к этим трекам он включает в себя два ремикса.
Альбом был снова переиздан в формате Deluxe 2.0 в 2006 году с полной коллекцией песен со стороны «Б» и многими альтернативными версиями и ремиксами треков альбома.
В 2014 году альбом был выпущен Universal Music Japan на SHM-SACD.
К 30-летнему юбилею альбома Universal Music выпустила альбом в пяти разных форматах 10 ноября 2014 года, в том числе в формате 6-дискового Super Deluxe Edition, который включает в себя четыре компакт-диска и два DVD (1 аудио, 1 видео). Это издание также содержит 30-страничную копию программы во время тура 1985 года и 32-страничный буклет. Дополнительные форматы, выпущенные одновременно, включают в себя ещё один двухдисковый Deluxe Edition, ремастированное издание, 180-граммовый тяжеловесный виниловый альбом и издание для Blu-Ray «Pure Audio». Объёмный звук 5.1 сделан известным ремиксером и прогрессив-рок-музыкантом Стивеном Уилсоном.

### Оригинальное издание
| №  | Название                            | Автор(ы)                     | Длительность |
| -- | ----------------------------------- | ---------------------------- | ------------ |
| 1. | «Shout»                             | Роланд Орзабал, Иэн Стэнли   | 6:32         |
| 2. | «The Working Hour»                  | Орзабал, Стэнли, Мэнни Элиас | 6:30         |
| 3. | «Everybody Wants to Rule the World» | Орзабал, Стэнли, Крис Хьюз   | 4:10         |
| 4. | «Mothers Talk»                      | Орзабал, Стэнли              | 5:09         |

| №  | Название                        | Автор(ы)           | Длительность |
| -- | ------------------------------- | ------------------ | ------------ |
| 5. | «I Believe»                     | Орзабал            | 4:53         |
| 6. | «Broken»                        | Орзабал            | 2:38         |
| 7. | «Head over Heels/Broken (Live)» | Орзабал, Курт Смит | 5:01         |
| 8. | «Listen»                        | Орзабал, Стэнли    | 6:48         |

Примечания
- «I Believe» посвящена Роберту Уайатту («если он слушает)»[25]
- В некоторых изданиях в США лайв-версия «Broken» была убрана, а после «Head over Heels» сразу же следовала «Listen». В этих же изданиях полная версия «Mothers Talk» 5:09 была заменена короткой версией 3:53.
- В некоторых более поздних канадских изданиях «Head over Heels» и лайв-версия «Broken» были разделены на два отдельных трека, в результате чего число треков увеличилось до девяти; однако на буклете был указан оригинальный список треков.
- В ограниченной кассетной версии альбома, выпущенной в Великобритании, содержится много бонусных треков («The Big Chair», «Empire Building», «The Marauders», «Broken Revisited», «The Conflict»), а также короткая версия «Working Hour»; конфигурация была воссоздана на CD в честь 30-летнего юбилея с добавлением нескольких дополнительных треков.

| №   | Название                    | Автор(ы)                    | Длительность |
| --- | --------------------------- | --------------------------- | ------------ |
| 9.  | «The Big Chair»             | Орзабал, Смит, Стэнли, Хьюз | 3:21         |
| 10. | «Empire Building»           | Смит, Орзабал, Стэнли       | 2:52         |
| 11. | «The Marauders»             | Орзабал, Стэнли             | 4:16         |
| 12. | «Broken Revisited»          | Орзабал                     | 5:16         |
| 13. | «The Conflict»              | Орзабал, Смит, Стэнли       | 4:05         |
| 14. | «Mothers Talk» (U.S. remix) |                             | 4:13         |
| 15. | «Shout» (U.S. remix)        |                             | 8:02         |

Примечание
- К «Mothers Talk» (U.S. remix) применена дополнительная реверберация. Версия 1999 года — единственный компакт-диск, на котором можно её найти.

### Делюкс-издание (2006)
| №   | Название                            | Автор(ы)                    | Длительность |
| --- | ----------------------------------- | --------------------------- | ------------ |
| 1.  | «Shout»                             |                             | 6:33         |
| 2.  | «The Working Hour»                  |                             | 6:31         |
| 3.  | «Everybody Wants to Rule the World» |                             | 4:11         |
| 4.  | «Mothers Talk»                      |                             | 5:06         |
| 5.  | «I Believe»                         |                             | 4:54         |
| 6.  | «Broken»                            |                             | 2:38         |
| 7.  | «Head over Heels/Broken (Live)»     |                             | 5:02         |
| 8.  | «Listen»                            |                             | 6:54         |
| 9.  | «The Working Hour» (piano version)  |                             | 2:08         |
| 10. | «The Marauders»                     |                             | 4:16         |
| 11. | «Empire Building»                   |                             | 2:52         |
| 12. | «The Big Chair»                     |                             | 3:21         |
| 13. | «Pharaohs» (single version)         | Орзабал, Смит, Стэнли, Хьюз | 3:43         |
| 14. | «When in Love with a Blind Man»     | Орзабал, Стэнли             | 2:22         |
| 15. | «Sea Song»                          | Роберт Уайатт               | 3:51         |
| 16. | «Broken Revisited»                  |                             | 5:16         |

| №   | Название                                         | Автор(ы)                     | Длительность |
| --- | ------------------------------------------------ | ---------------------------- | ------------ |
| 1.  | «The Way You Are» (7" version)                   | Орзабал, Смит, Стэнли, Элиас | 4:49         |
| 2.  | «Mothers Talk» (short version)                   |                              | 3:53         |
| 3.  | «Shout» (edit)                                   |                              | 4:03         |
| 4.  | «Everybody Wants to Rule the World» (7" version) |                              | 4:08         |
| 5.  | «Head over Heels» (David Bascombe 7" Mix)        |                              | 4:15         |
| 6.  | «I Believe» (A Soulful Re-Recording)             |                              | 4:41         |
| 7.  | «Mothers Talk» (U.S. remix)                      |                              | 4:13         |
| 8.  | «Shout» (U.S. remix)                             |                              | 8:02         |
| 9.  | «Shout» (dub remix)                              |                              | 6:49         |
| 10. | «Everybody Wants to Rule the World» (urban mix)  |                              | 6:06         |
| 11. | «Mothers Talk» (Beat of the Drum Mix)            |                              | 8:54         |
| 12. | «Broken/Head over Heels/Broken (Preacher Mix)»   |                              | 8:00         |

Примечания
- Треком 4 должен был быть «Everybody Wants to Run the World», но был ошибочно заменён повторением альбомной версии (некорректно обозначенной как «7" версия», но такой версии не существует), что подтверждают примечания к альбому.
- Трек 7 помечен как «U.S. Remix» на упаковке, но на самом деле отличается от ремикса «Mothers Talk» на оригинальных виниловых синглах. Оригинальный «U.S. Remix» можно найти в сборниках «The Millennium Collection: The Best of Tears for Fears» и «Shout: The Very Best of Tears for Fears», а также на переиздании к 30-летию.

### Super Deluxe Edition (2014)
| №   | Название                                                    | Длительность |
| --- | ----------------------------------------------------------- | ------------ |
| 1.  | «Shout»                                                     | 6:31         |
| 2.  | «The Working Hour»                                          | 6:29         |
| 3.  | «Everybody Wants to Rule the World»                         | 4:09         |
| 4.  | «Mothers Talk»                                              | 5:04         |
| 5.  | «I Believe»                                                 | 4:54         |
| 6.  | «Broken»                                                    | 2:38         |
| 7.  | «Head over Heels»                                           | 5:02         |
| 8.  | «Listen»                                                    | 6:54         |
| 9.  | «The Big Chair» (Би-сайд «Shout»)                           | 3:20         |
| 10. | «Empire Building» (Би-сайд «Mothers Talk»)                  | 2:41         |
| 11. | «The Marauders» (Би-сайд «The Way You Are»)                 | 4:13         |
| 12. | «Broken Revisited»                                          | 5:15         |
| 13. | «The Conflict» (Би-сайд «Change» из The Hurting)            | 4:02         |
| 14. | «The Working Hour» (piano version)                          | 2:08         |
| 15. | «Pharaohs» (Би-сайд «Everybody Wants to Rule the World»)    | 3:42         |
| 16. | «When in Love with a Blind Man» (Би-сайд «Head over Heels») | 2:22         |
| 17. | «Sea Song» (Би-сайд «I Believe» (UK) / «Mothers Talk» (US)) | 3:51         |

| №   | Название                                             | Длительность |
| --- | ---------------------------------------------------- | ------------ |
| 1.  | «The Way You Are»                                    | 4:49         |
| 2.  | «Mothers Talk» (single version)                      | 3:53         |
| 3.  | «Shout» (single version)                             | 5:58         |
| 4.  | «Everybody Wants to Rule the World» (single version) | 4:14         |
| 5.  | «Head over Heels» (remix)                            | 4:15         |
| 6.  | «I Believe» (A Soulful Re-Recording)                 | 4:39         |
| 7.  | «Everybody Wants to Run the World»                   | 4:30         |
| 8.  | «The Way You Are» (short version)                    | 4:21         |
| 9.  | «Mothers Talk» (U.S. remix)                          | 4:14         |
| 10. | «Shout» (U.S. single version)                        | 4:51         |
| 11. | «Everybody Wants to Run the World» (running version) | 4:30         |
| 12. | «Head over Heels» (radio version)                    | 4:20         |
| 13. | «Mothers Talk» (video version)                       | 4:37         |
| 14. | «Shout» (short version)                              | 4:03         |
| 15. | «Listen» (clean intro)                               | 6:50         |
| 16. | «Interview with Curt & Roland»                       | 7:35         |

| №   | Название                                           | Длительность |
| --- | -------------------------------------------------- | ------------ |
| 1.  | «The Way You Are» (extended version)               | 7:37         |
| 2.  | «Mothers Talk» (extended version)                  | 6:18         |
| 3.  | «Shout» (extended remix)                           | 7:40         |
| 4.  | «Everybody Wants to Rule the World»                | 5:40         |
| 5.  | «Broken/Head over Heels/Broken» (Preacher Mix)     | 8:00         |
| 6.  | «Mothers Talk» (Beat of the Drum Mix)              | 8:54         |
| 7.  | «Shout» (U.S. remix)                               | 8:02         |
| 8.  | «Everybody Wants to Rule the World» (urban mix)    | 6:06         |
| 9.  | «Mothers Talk» (U.S. remix alternate)              | 4:12         |
| 10. | «Shout» (dub)                                      | 6:49         |
| 11. | «Everybody Wants to Rule the World» (instrumental) | 4:21         |
| 12. | «Shout» (а капелла)                                | 5:02         |

| №   | Название                                                       | Длительность |
| --- | -------------------------------------------------------------- | ------------ |
| 1.  | «Head over Heels» (BBC Radio 1)                                | 4:14         |
| 2.  | «The Working Hour» (Radio 1)                                   | 6:06         |
| 3.  | «Broken» (Radio 1)                                             | 3:19         |
| 4.  | «Mothers Talk» (live at Massey Hall)                           | 4:05         |
| 5.  | «Broken / Head over Heels» (live at Massey Hall)               | 5:01         |
| 6.  | «Memories Fade» (live at Massey Hall)                          | 6:50         |
| 7.  | «The Working Hour» (live at Massey Hall)                       | 7:31         |
| 8.  | «Everybody Wants to Rule the World» (live at Massey Hall)      | 4:19         |
| 9.  | «Shout» (live at Massey Hall)                                  | 7:50         |
| 10. | «Mothers Talk» (early mix / instrumental)                      | 4:39         |
| 11. | «The Way You Are» (early mix)                                  | 4:25         |
| 12. | «Broken» (early mix)                                           | 5:38         |
| 13. | «Shout» (early mix)                                            | 5:08         |
| 14. | «Everybody Wants to Rule the World» (alternate single version) | 4:20         |

| №  | Название                            | Длительность |
| -- | ----------------------------------- | ------------ |
| 1. | «Shout»                             | 6:32         |
| 2. | «The Working Hour»                  | 6:31         |
| 3. | «Everybody Wants to Rule the World» | 4:11         |
| 4. | «Mothers Talk»                      | 5:10         |
| 5. | «I Believe»                         | 4:54         |
| 6. | «Broken»                            | 2:38         |
| 7. | «Head over Heels»                   | 5:20         |
| 8. | «Listen»                            | 6:49         |

| №   | Название                                                | Длительность |
| --- | ------------------------------------------------------- | ------------ |
| 1.  | «Scenes from the Big Chair» (документальный фильм 1985) | 1:14:43      |
| 2.  | «Interview with Producer Chris Hughes» (2005)           | 35:00        |
| 3.  | «The Way You Are» (music video)                         | 3:57         |
| 4.  | «Mothers Talk» (alternate UK video)                     | 4:00         |
| 5.  | «Mothers Talk» (music video)                            | 4:49         |
| 6.  | «Shout» (music video)                                   | 6:31         |
| 7.  | «Everybody Wants to Rule the World» (music video)       | 4:52         |
| 8.  | «Head over Heels» (music video)                         | 4:26         |
| 9.  | «I Believe» (music video)                               | 4:45         |
| 10. | «Mothers Talk» (U.S. remix) (music video)               | 4:52         |
| 11. | «Everybody Wants to Run the World» (music video)        | 4:52         |
| 12. | «The Way You Are» (Top of the Pops)                     | 4:11         |
| 13. | «Mothers Talk» (Top of the Pops)                        | 3:48         |
| 14. | «Mothers Talk» (Top of the Pops)                        | 3:51         |
| 15. | «Shout» (Top of the Pops)                               | 4:20         |
| 16. | «Everybody Wants to Rule the World» (Wogan)             | 4:08         |
| 17. | «Everybody Wants to Rule the World» (Top of the Pops)   | 3:35         |
| 18. | «Everybody Wants to Rule the World» (Top of the Pops)   | 3:45         |
| 19. | «The Working Hour» (Wogan)                              | 4:28         |

## Участники записи
- Роланд Орзабал — вокал, гитара, клавишные, фортепиано на дорожке 5, бас-синтезатор и программирование LinnDrum[англ.] на 1, ведущий вокал на дорожках 1-2, 4-7
- Курт Смит — вокал, бас-гитара, ведущий вокал на дорожках 3 и 8
- Иэн Стэнли — клавишные, программирование LinnDrum, аранжировка «Listen»
- Мэнни Элиас[англ.] — ударные (кроме 1 дорожки), барабанная аранжировка

Дополнительный персонал
- Сэнди МакЛелланд — бэк-вокал (в «Shout»)
- Крис Хьюз[англ.] — ударные (в «Shout»)
- Джерри Маротта[англ.] — перкуссия и саксофон (в «The Working Hour»)
- Уилл Грегори[англ.] — соло на саксофоне (в «The Working Hour»)
- Мел Коллинз — саксофон (в «The Working Hour»)
- Энди Дэвис — фортепиано (в «The Working Hour»)
- Нил Тейлор[англ.] — второе гитарное соло (в «Everybody Wants to Rule the World»)
- Крис Хьюз[англ.] — программирование MIDI (в «Everybody Wants to Rule the World»)
- Стиви Ванн[англ.] — бэк-вокал (в «Mothers Talk»)
- Уилл Грегори[англ.] — саксофон (в «I Believe»)
- Нил Тейлор[англ.] — гитарное соло (в «Broken»)
- Сэнди МакЛелланд — бэк-вокал (в «Head over Heels»)
- Энди Дэвис — фортепиано (в «Head over Heels»)
- Энни МакКайг — бэк-вокал (в «Head over Heels»)
- Мэрилин Дэвис — бэк-вокал (в «Head over Heels»)
- Мэрилин Дэвис — оперный вокал (в «Listen»)

Производство
- Крис Хьюз[англ.] — продюсер
- Дейв Баскомб — звукорежиссёр
- Пол Кинг — менеджер
- Тим О’Салливан — обложка

## Чарты и сертификации
| Хит-парад (1985)                      | Высшая позиция |
| ------------------------------------- | -------------- |
| Australian Albums (Kent Music Report) | 5              |
| Австрия (Ö3 Austria)                  | 22             |
| Великобритания (UK Albums Chart)      | 2              |
| Германия (Offizielle Top 100)         | 1              |
| Канада (Canadian Albums Chart)        | 1              |
| Нидерланды (Album Top 100)            | 1              |
| Новая Зеландия (RMNZ)                 | 2              |
| Норвегия (VG-lista)                   | 17             |
| США (Billboard 200)                   | 1              |
| Франция (SNEP)                        | 12             |
| Швейцария (Schweizer Hitparade)       | 5              |
| Швеция (Sverigetopplistan)            | 25             |

| Чарт (2014)                      | Высшая позиция |
| -------------------------------- | -------------- |
| Великобритания (UK Albums Chart) | 95             |

| Чарт (1985)                           | Позиция |
| ------------------------------------- | ------- |
| Australian Albums (Kent Music Report) | 6       |
| UK Albums (Гэллап)                    | 5       |
| Canadian Albums (RPM)                 | 2       |
| США (Billboard Top Pop Albums)        | 10      |
| Чарт (1986)                           | Позиция |
| США (Billboard Top Popular Albums)    | 19      |

| Регион                | Сертификация  | Продажи    |
| --------------------- | ------------- | ---------- |
| Великобритания (BPI)  | 3× Платиновый | 900 000^   |
| Германия (BVMI)       | Золотой       | 250 000^   |
| Канада (Music Canada) | 7× Платиновый | 700 000^   |
| Нидерланды (NVPI)     | Платиновый    | 100 000^   |
| США (RIAA)            | 5× Платиновый | 5 000 000^ |